# Weleetka (Oklahoma)
Weleetka es un pueblo ubicado en el condado de Okfuskee en el estado estadounidense de Oklahoma. En el año 2010 tenía una población de 998 habitantes y una densidad poblacional de 	554,44 personas por km².

## Geografía
Weleetka se encuentra ubicado en las coordenadas 35°20′44″N 96°8′5″O / 35.34556, -96.13472 (35.345626, -96.134592).

## Demografía
Según la Oficina del Censo en 2000 los ingresos medios por hogar en la localidad eran de $19,141 y los ingresos medios por familia eran $26,917. Los hombres tenían unos ingresos medios de $23,542 frente a los $15,227 para las mujeres. La renta per cápita para la localidad era de $12,103. Alrededor del 27.9% de la población estaban por debajo del umbral de pobreza.